# Peillac
Peillac é uma comuna francesa na região administrativa da Bretanha, no departamento Morbihan. Estende-se por uma área de 24,55 km². Em 2010 a comuna tinha 1 903 habitantes (densidade: 77,5 hab./km²).